# Blåbärssten

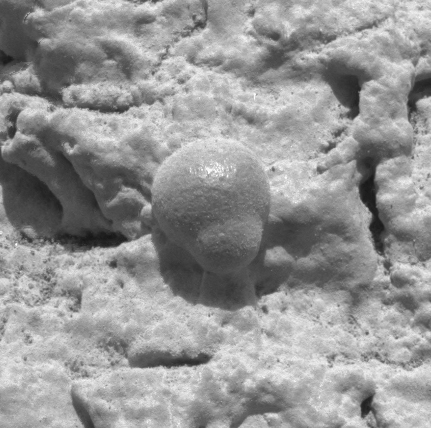
Blåbärssten

Marssfär eller blåbärssten, som den kallas på grund av dess blå färgnyans i animerade bilder utgivna av NASA, är den informella benämningen på en typ av liten, sfärisk sten av hematit funnen av Mars Rover Opportunity  på planeten Mars. Existensen av sådana sfäriska stenar anger tidiga tecken på att vatten har funnits på Mars. De finns inbäddade i en evaporitisk matris av sulfatsalter men också lösa på planetens yta.

## Ursprung och förekomst
Ett antal enkla geologiska processer kan leda till runda former. Bland dessa finns utskiljning under vatten, meteorpåverkan eller vulkanutbrott. De kan växelvis vara konkretioner, eller ackumulerat material, bildade av mineraler som fälls ut ur en lösning när vatten sprids genom berg.
I storlek från mindre än 100 mikrometer till mer än 250 mikrometer hittades liknande sfärer i månjordprover som samlats in av Apollo 12 vid Procellarumbassängen och Apollo 14 nära Mare Imbrium, den mörka krater som dominerar Månens ansikte och deras egenskaper stämde överens med förväntningarna på uppkomst genom meteorpåverkan.

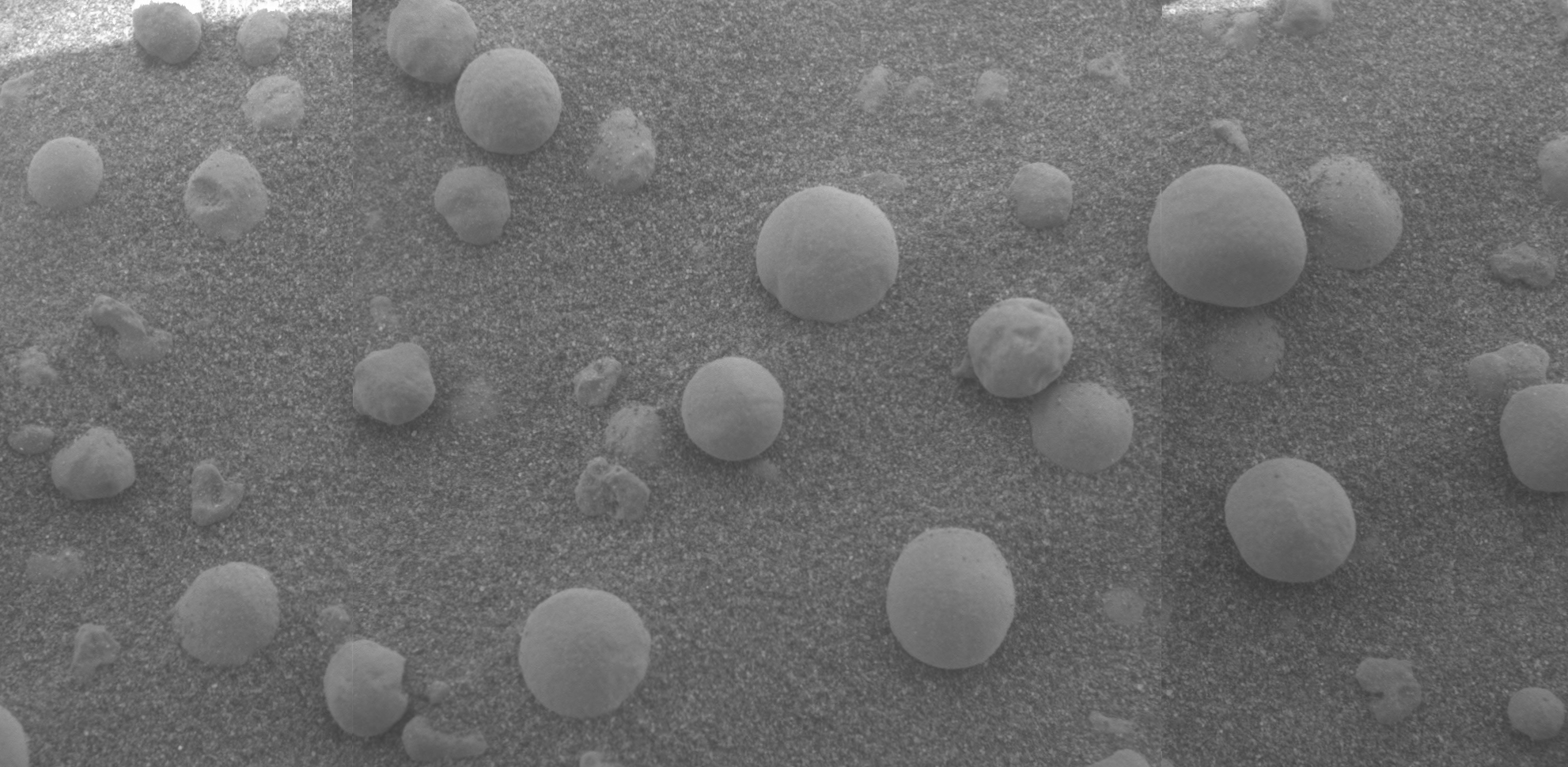
Några sfärer delvis inbäddade, spridda över (mindre) jordkorn.

Det finns inte sfärer enbart på ytan, utan också djupare i marsjorden. Skillnaden mellan dessa och de som hittats på ytan är att de har en mycket blank yta som skapade starkt glitter och bländningar som fick dem att verka polerade. Sfärerna är spridda jämnt och slumpmässigt in i klipporna och inte i uttalade lager. Detta stöder uppfattningen att de bildats på plats, eftersom man vid ett ursprung relaterat till vulkaniska eller meteoriska händelser skulle förvänta sig lager av sfärer med en tidsmässig historia för varje händelse. Denna observation lades till listan över bevis på att flytande vatten funnits på den bergplats, där man tror att sfärerna bildats. Phoenixlandaren registrerade direkt vattenis i ytlig marsjord den 31 juli 2008.